# A magyar labdarúgó-válogatott 2016. október 10-i mérkőzése
A magyar labdarúgó-válogatott 2018-as világbajnoki selejtezőjének  harmadik mérkőzését Lettország ellen, 2016. október 10-én Rigában, a Skonto stadionban rendezték. Ez volt a magyar labdarúgó-válogatott 912. hivatalos mérkőzése és a két válogatott egymás elleni 6. összecsapása.

## Helyszín
A találkozót Rigában rendezik meg, a Skonto stadionban.

## A mérkőzés
| 2016. október 10. 20:45 (UTC+3) |

| Lettország | 0 – 2               | Magyarország           |
| ---------- | ------------------- | ---------------------- |
|            | (0 – 1) Jegyzőkönyv | 10' Gyurcsó 77' Szalai |

| Skonto stadion, Riga, Lettország Nézőszám: 4 715 Játékvezető: Paweł Gil (lengyel) Asszisztensek: Konrad Sapela és Marcin Borkowski |

### Az összeállítások
Használt rövidítések (magyar rövidítés – angol rövidítés – poszt):
| - KA – GK – kapus - V – DF – hátvéd - S – SW – söprögető - JV – RB – jobb oldali védő - KV – CB – középső védő - BV – LB – bal oldali védő - JSZV – RWB – jobb szélső védő - BSZV – LWB – bal szélső védő | - KP – MF – középpályás - VKP – DM – védekező középpályás - BKP – LM – bal oldali középpályás - KKP – CM – középső középpályás - JKP – RM – jobb oldali középpályás | - JSZ – RW – jobb szélső - BSZ – LW – bal szélső - TKP – AM – támadó középpályás | - CS – ST, FW – csatár - JCS – RF – jobb oldali csatár - KCS – CF – középső csatár - BCS – LF – bal oldali csatár |

| LETTORSZÁG:   |    |                       |           |
|               |    |                       |           |
| KA            | 1  | Andris Vaņins         |           |
| JV            | 6  | Vladislavs Gabovs     |           |
| KV            | 13 | Kaspars Gorkšs        |           |
| KV            | 19 | Vitālijs Jagodinskis  |           |
| BV            | 2  | Vitālijs Maksimenko   |           |
| VKP           | 18 | Igors Tarasovs        |           |
| JKP           | 7  | Aleksejs Višņakovs    | 57'       |
| KKP           | 5  | Oļegs Laizāns         | 77'       |
| KKP           | 21 | Glebs Kļuškins        | 68'       |
| BKP           | 9  | Dāvis Ikaunieks       | 34'       |
| CS            | 10 | Valērijs Šabala       | 72'       |
| Cserék:       |    |                       |           |
| KA            | 12 | Kaspars Ikstens       |           |
| KA            | 23 | Pāvels Šteinbors      |           |
| V             | 3  | Mārcis Ošs            |           |
| V             | 4  | Gints Freimanis       |           |
| KP            | 8  | Artis Lazdiņš         |           |
| CS            | 11 | Artūrs Karašausks     | 77' 90+3' |
| KP            | 14 | Jānis Ikaunieks       | 68'       |
| CS            | 15 | Ivans Lukjanovs       |           |
| CS            | 16 | Ģirts Karlsons        |           |
| KP            | 17 | Artūrs Zjuzins        | 57' 81'   |
| KP            | 20 | Cristián Torres       |           |
| CS            | 22 | Vladislavs Gutkovskis |           |
| Vezetőedző:   |    |                       |           |
| Marian Pahars |    |                       |           |

| MAGYARORSZÁG: |    |                     |     |
|               |    |                     |     |
| KA            | 1  | Gulácsi Péter       |     |
| JV            | 16 | Bese Barnabás       |     |
| KV            | 4  | Kádár Tamás         | 15' |
| KV            | 20 | Guzmics Richárd     |     |
| BV            | 3  | Korhut Mihály       |     |
| JKP           | 13 | Gyurcsó Ádám        |     |
| KKP           | 10 | Gera Zoltán         | 83' |
| TKP           | 8  | Nagy Ádám           |     |
| BKP           | 7  | Dzsudzsák Balázs    |     |
| JCS           | 9  | Szalai Ádám         |     |
| BCS           | 19 | Nikolics Nemanja    | 46' |
| Cserék:       |    |                     |     |
| KA            | 12 | Dibusz Dénes        |     |
| KA            | 22 | Megyeri Balázs      |     |
| V             | 2  | Lang Ádám           |     |
| V             | 5  | Fiola Attila        |     |
| KP            | 6  | Elek Ákos           |     |
| CS            | 11 | Németh Krisztián    |     |
| CS            | 14 | Lovrencsics Gergő   |     |
| KP            | 15 | Kleinheisler László | 46' |
| KP            | 18 | Stieber Zoltán      |     |
| KP            | 19 | Bognár István       |     |
| KP            | 23 | Vida Máté           | 83' |
| Vezetőedző:   |    |                     |     |
| Bernd Storck  |    |                     |     |

Asszisztensek:

 Konrad Sapela (lengyel) (partvonal)

 Marcin Borkowski (lengyel) (partvonal)

Negyedik játékvezető:

 Daniel Stefanski (lengyel)

## Gólok és figyelmeztetések
A magyar válogatott játékosainak góljai és figyelmeztetései a selejtezősorozatban.
Csak azokat a játékosokat tüntettük fel a táblázatban, akik legalább egy gólt szereztek vagy figyelmeztetést kaptak.
A játékosok vezetéknevének abc-sorrendjében.
| Mérkőzés            | Mérkőzés | Mérkőzés | Mérkőzés | Mérkőzés | Mérkőzés | FRO–HUN     | HUN–SUI     | LVA–HUN     | HUN–AND     | POR–HUN     | AND–HUN     | HUN–LVA     | HUN–POR     | SUI–HUN     | HUN–FRO     |
| ------------------- | -------- | -------- | -------- | -------- | -------- | ----------- | ----------- | ----------- | ----------- | ----------- | ----------- | ----------- | ----------- | ----------- | ----------- |
| Figyelmeztetések    | Gól      |          |          |          | KM       | 2016.09.06. | 2016.10.07. | 2016.10.10. | 2016.11.13. | 2017.03.25. | 2017.06.09. | 2017.08.31. | 2017.09.03. | 2017.10.07. | 2017.10.10. |
| Fiola Attila        | 0        | 1        | 0        | 0        | 0        | Sárga lap   |             |             |             |             |             |             |             |             |             |
| Gyurcsó Ádám        | 1        | 0        | 0        | 0        | 0        |             |             | Gól         |             |             |             |             |             |             |             |
| Kádár Tamás         | 0        | 2        | 0        | 0        | 0        | Sárga lap   |             | Sárga lap   | X           |             |             |             |             |             |             |
| Kleinheisler László | 0        | 1        | 0        | 0        | 0        | Sárga lap   |             |             |             |             |             |             |             |             |             |
| Szalai Ádám         | 3        | 0        | 0        | 0        | 0        |             | Gól · Gól   | Gól         |             |             |             |             |             |             |             |
| Összesen            | 4        | 4        | 0        | 0        | 0        |             |             |             |             |             |             |             |             |             |             |

Jelmagyarázat: Helyszín: O = Otthon; I = Idegenben;
 = szerzett gólok;  = sárga lapos figyelmeztetés;  = egy mérkőzésen 2 sárga lap utáni azonnali kiállítás;  = piros lapos figyelmeztetés, azonnali kiállítás; X = eltiltás; KM = eltiltás miatt kihagyott mérkőzés

## Örökmérleg a mérkőzés előtt
| Lettország |          | Magyarország |
| ---------- | -------- | ------------ |
| 1          | Győzelem | 3            |
| 5          | Gólok    | 8            |
| 2/8        | Pontok   | 6/8          |
| 25%        | %        | 75%          |

A táblázatban a győzelemért 2 pontot számoltunk el.

### Összes mérkőzés
Győzelem
      Döntetlen
      Vereség
| No.       | Dátum         | Helyszín                           | Nézőszám | Mérkőzés            | Eredmény                          | Gólszerző(k)                                                | Forrás |
| --------- | ------------- | ---------------------------------- | -------- | ------------------- | --------------------------------- | ----------------------------------------------------------- | ------ |
| 1. (693.) | 1995. 03. 08. | Budapest, Fáy utcai stadion        | 3 000    | barátságos          | Magyarország–Lettország 3–1 (0–0) | Hamar 46' • 53', Csertői 65' ill. Zemļinskis 68' (11-esből) | [ 1 ]  |
| 2. (773.) | 2003. 06. 07. | Budapest, Puskás Ferenc Stadion    | 5 000    | Eb-selejtező (2004) | Magyarország–Lettország 3–1 (0–1) | Szabics 51' • 59', Gera 86' ill. Verpakovskis 38'           | [ 2 ]  |
| 3. (776.) | 2003. 09. 10. | Riga, Skonto stadion               | 6 000    | Eb-selejtező (2004) | Lettország–Magyarország 3–1 (2–0) | Lisztes 52' ill. Verpakovskis 38' • 51', Bleidelis 38'      | [ 3 ]  |
| 4. (780.) | 2004. 02. 19. | Limassol, Tsirion Athlítiko Kentro | 200      | barátságos          | Magyarország–Lettország 2–1 (0–0) | Tököli 82', Kenesei 85' ill. Stepanovs 64'                  | [ 4 ]  |
| 5. (816.) | 2007. 02. 07. | Limassol, Tsirion Athlítiko Kentro | 120      | barátságos          | Magyarország–Lettország 2–0 (1–0) | Priskin 32' • 52'                                           | [ 5 ]  |
| 6. (912.) | 2016. 10. 10. | Riga, Skonto stadion               | 4 715    | vb-selejtező (2018) | Lettország–Magyarország 0–2 (0–1) | Gyurcsó 10', Szalai 77'                                     | [ 6 ]  |
| 7. (918.) | 2017. 08. 31. | Budapest, Groupama Aréna           | 20 000   | vb-selejtező (2018) | Magyarország–Lettország 3–1 (2–1) | Kádár 6', Szalai 26', Dzsudzsák 68', ill. Freimanis 40'     | [ 7 ]  |